# Ilergetes
Les Ilergetes étaient l'un des peuples qui occupaient une partie de la péninsule Ibérique avant l'arrivée des Romains. Formés à partir du substrat ethnique indigène, ils incorporèrent des influences multiples provenant de l'âge du bronze et de certaines des tribus indo-européennes qui immigrèrent dans la péninsule dans le Ier millénaire av. J.-C. (âge du fer).

## Situation géographique
Ils se situaient dans une partie de ce qu'on appellera plus tard la Tarraconaise, de la Basse-Urgel à la rivière Èbre, qui occupe aujourd'hui les provinces de Huesca et Lérida, tout comme les bassins riches du fleuve Sègre, de la rivière Noguera Pallaresa, du Noguera Ribagorzana, du Cinca et de l'Alcanadre, mais il reste inapproprié de tenter d'établir les limites définies à l'époque.

## Situation politique
La société politique était fondée sur l'existence d'un Roi, cette société était très hiérarchisée avec des oligarques qui maintenaient la structure sociale et un fort composant militaire. Il s'agissait d'une société très avancée à l'arrivée des Romains, peuplée de bons commerçants. Quelques grandes villes semblaient disposer d'une certaine autonomie avec des organes de gouvernement semblable à la Curie à partir du Ier siècle av. J.-C., bien que celles-ci puissent avoir été influencées par le processus de romanisation accentué à partir de 195 av. J.-C.
La capitale de ce peuple était Atanagrum, dont l'emplacement exact n'a pas été identifié jusqu'aux travaux archéologiques les plus récents. Une autre ville importante de ce peuple était Ilerda, également appelée Iltirta ou Iltirda, (maintenant Lleida-Lérida), et à un certain moment, cette cité a été la capitale des Ilergetes, car elle était considérée à certaines périodes comme la plus grande ville sur la péninsule Ibérique au nord de Sagonte.

## Situation économique
L'économie des Ilergetes était basée sur l'agriculture et sur la culture des céréales. D'ailleurs, des moulins manuels tournants ont été retrouvés datant de cette période. Le développement de la métallurgie, de l'orfèvrerie et de l'industrie textile a été également très important chez ce peuple. Du côté de la céramique, des composants phéniciens et grecs avec des motifs ornementaux géométriques ont été trouvés grâce à l'archéologie dans la zone géographique des Ilergetes. Ce peuple utilisait également la monnaie, en bronze (as) et en argent (drachme), au moins dès le IIIe siècle av. J.-C., ce qui a favorisé le commerce et la perception des impôts.

## Situation historique

Les Ilergetes (Ilergetae en latin sur la carte) étaient en partie dans la zone d'influence géopolitique carthaginoise quand débuta la deuxième guerre punique.

Sa figure la plus remarquable a été le roi Indibilis (258 av. J.-C. - 205 av. J.-C.) qui a d'abord été allié de Carthage ; il a d'ailleurs fait partie de divers affrontements contre les Romains durant la deuxième guerre punique. La situation stratégique du territoire des Ilergetes a favorisé les alliances avec Rome ou Carthage (presque toujours d'ailleurs avec cette dernière), bien que l'on affirme actuellement et d'une manière unanime que l'objectif des Ilergetes et de ses chefs était de favoriser les propres intérêts de ce peuple, de défendre ses villes et de s'étendre au-delà de ses frontières en conquérant les peuples voisins en marge des deux grandes puissances de la Méditerranée occidentale du moment.
En plus des batailles où Indibilis et Mandonius (ce dernier étant le lieutenant d'Indibilis) sont intervenus, les Ilergetes se sont encore élevés en 195 av. J.-C. contre Rome et ont dû être soumis par Caton. À partir de ce moment, les Ilergetes entrent dans une décadence vers 192 av. J.-C., et ils doivent demander à Rome de l'aide pour se défendre contre leurs voisins, car ce peuple avaient ses rois soumis à une vassalité romaine et les défenses des villes étaient assurées par les Romains.

## Situation archéologique
Le gisement archéologique d'une installation ilergete qui nous a offert le plus d'informations sur l'histoire de ce peuple (en plus des œuvres des auteurs antiques romains) est le site connu sous le nom de La Pedrera de Vallfogona.